# 第一プレミア証券
第一プレミア証券株式会社（Daiichi Premiere Securities Co.,Ltd.）は2005年設立の本社を東京都渋谷区に置く日本の証券会社。TRISTARS Consultingの完全子会社。

## 行政処分
2016年3月29日、代表者が詐欺で逮捕されるなどの不適切なファンドに対して、適格機関投資家として事実上出資していないにもかかわらず、出資していることを偽装し、ファンドが適正であるかのように偽装することに加担したとして、行政処分を受けた。

## 沿革
- 2005年01月 - プレミア証券株式会社を設立、資本金7,000万円
- 2005年09月 - 証券取引法第28条に基づく証券業登録、関東財務局長（証）第233号、日本投資者保護基金加入、日本証券業協会加入
- 2006年01月 - 証券システム稼動
- 2007年09月 - 金融商品取引法第29条に基づく、金融商品取引業登録関東財務局長（金商）第162号
- 2009年10月 - 本店所在地を中央区銀座から中央区日本橋小網町へ変更
- 2012年
  - 09月 - 金融商品取引法第28条1項第2号の店頭デリバティブ業務の登録
  - 10月 - 一般社団法人金融先物取引業協会加入
- 2014年7月 - 商品先物取引法第190条第1項に基づく商品先物取引業許可取得
- 2016年3月 - 本店所在地を中央区日本橋小網町から中央区日本橋蛎殻町へ変更
- 2018年6月11日 - 椎名康雄から株式会社オウケイウェイヴに4億500万円で全ての株式が譲渡され、オウケイウェイヴの完全子会社となった。[2][3]
- 2019年4月01日 - 社名を「OKプレミア証券株式会社」へ変更[4]
- 2020年
  - 5月25日 - 株式会社オウケイウェイヴから第一商品株式会社に3億7000万円で全ての株式が譲渡され、第一商品の完全子会社となった。[5]
  - 8月31日 - 商品先物取引業を廃止[6]。
- 2021年
  - 3月29日 - 社名を「第一プレミア証券株式会社」へ変更[7]。
  - 7月01日 - 第一商品から金地金の売買業務の一部を移管[8]。
- 2023年12月26日 - 株式譲渡に伴い株式会社TRISTARS Consultingの子会社となる[9]。